# الصرافع (السياني)

تعديل مصدري - تعديل

الصرافع محلة تابعة لقرية دار القضاة، التابعة لعزلة الدامغ بمديرية السياني إحدى مديريات محافظة إب في الجمهورية اليمنية.، بلغ تعداد سكانها 114 حسب تعداد اليمن لعام 2004.